# Moorhuhn (серија видео игара)
Мочварна кокошка (нем. Moorhuhn) је немачка франшиза видео игара за рачунаре и друге платформе. Овај серијал садржи разне жанрове игара, али најпознатија је по пуцачком стилу играња. Ово је једна од најпопуларнијих игара у Немачкој раних двехиљадитих година. Првих пар делова су могле да се набаве потпуно бесплатно, а од 2003. године игра се издавала на енглеском говорном подручју као „Луде кокошке“ (енгл. Crazy Chiken) или као „Лов на кокошке“ (енгл. Chiken Hunter). 

## Историја

### Оригинална игра
Прву игру у серијалу развила је рекламна агенција Арт Департмент (енгл. Art Department) са седиштем у Хамбургу и холандски Витан студиос (енгл. Witan Studios) као рекламу за виски Џони Вокер 1998. године. Циљ игре је био да се побије што више нацртаних пилића уз помоћ курсора којим померате нишан за 90 секунди. Поглед може да се скролује за две дужине екрана у обе стране, може се пуцати у скривене објекте који доносе додатне поене. Кокошке се крећу у четири равне и што су даље, доносе више поена. Игрица је у почетку била позната као „Пуцање у пилиће“ (хол. KippenSchieten) и освојила је треће место на сајму програмера Бизар 98 (енг. Bizarre 98). 
Игра првобитно није била намењена за дистрибуцију, али је постала доступна у јесен 1998. за играње на лаптоповима у баровима од стране промотера обучених у ловце. Од тада је игра незаконито копирананa и постала доступна за преузимање на приватним вебсајтовима. Издавачима ово није сметало јер је игра добила позитивне критике у популарним медијима и потражња за њом је расла. Од почетка 1999. игра је била доступна за преузимање од стране Арт Департмента. Игра је била толико популарна поготово у Немачкој. Немачка је проценила да је дошло до економског губитка, више од 50 милиона марака, јер су запослени свакодневно проводили сате играјући игру, уместо да раде.
Иако је видео игра била бесплатна, компанија је зарадила милионе, продајући права на лик кокошке, која се појављује у серији видео игара. Због овога су се појавили Морхухн стрипови, па чак и анимирана телевизијска серија која се издавала и код нас у ДВД формату, под називом „Пера Петлић“.

### Наставци
У другом делу игре „Мочварна кокошка 2“ (енгл. Moorhuhn 2) принцип игре је исти као у првом делу, само су графика и музика побољшани и додати су нови специјални објекти, а након одређених комбинација погодака може се добити специјална муниција, што отвара нове могућности за зараду бодова. „Мочварна кокошка: Зимска едиција“ (енгл. Moorhuhn: Winter-Edition) је римејк друге игре, која је смештена у зимски период.  „Мочварна кокошка... Потера за кокошком 3“  (енгл. Moorhuhn...Chicken Chase 3 ) је трећи део овог серијала игара, а радња игре је иста као и у претходним деловима. Играч се налази на плажи на којој пролећу летеће кокошке које треба убити, али постоје и неки објекти и животиње у које играч не сме да пуца. У овој игри може да се пуца у зечеви, галебови, жабе и кокоши, док не треба пуцати у балоне, корњаче и птице које подсећају на кокошке.
Следећи наставак је „Мочварна кокошка X“ (енгл. Moorhuhn X) који је изашао 2003. године, а радња игре је на селу. Игра је смештена у тродимензијалном окружењу, а кокоши имају и друге анимиране покрете осим да лете унаоколо. „Мочварна кокошка Тражи се“ (енгл.Moorhuhn Wanted ) се одвија на дивљем западу, а главна разлика од пређашњих игара је у томе што кокошке могу да упуцају играча. 

## ЛистаMoorhuhnигара

### Игре које припадају пуцачком жанру
| Назив                       | Година издавања        | Жанр     | Платформе на којима може да се игра         |
| --------------------------- | ---------------------- | -------- | ------------------------------------------- |
| Moorhuhn Jagd               | 1999                   | Пуцачина | PC, PS1, GBC, MacOS 7-9                     |
| Moorhuhn 2                  | 2000                   | Пуцачина | PC, PS1, GBC, MacOS 7-9                     |
| Moorhuhn Winter-Edition     | 2001                   | Пуцачина | PC                                          |
| Moorhuhn 3 ...Chicken Chase | 2001                   | Пуцачина | PC, PS1, GBC, GBA                           |
| Moorhuhn X                  | 2003, 2007             | Пуцачина | PC, PS1, PS2, NDS                           |
| Moorhuhn Wanted             | 2004, 2018             | Пуцачина | PC, Nintendo Switch                         |
| Moorhuhn Remake             | 2005, 2018             | Пуцачина | PC, Nintendo Switch                         |
| Moorhuhn Invasion           | 2005, 2014             | Пуцачина | PC, Android                                 |
| Moorhuhn Approaching        | 2005                   | Пуцачина | PC                                          |
| Moorhuhn Pirates            | 2006, 2012, 2013, 2015 | Пуцачина | PC, NDS и 3DS, iOS, Android                 |
| Moorhuhn Director´s Cut     | 2007, 2013             | Пуцачина | PC, NDS и 3DS                               |
| Moorhuhn Deluxe             | 2009, 2012, 2014       | Пуцачина | iOS, Android, Microsoft Store/Steam и MacOS |
| Moorhuhn VR                 | 2017                   | Пуцачина | iOS, Android                                |

### Други жанрови
| Назив                             | Година издавања | Жанр                                     | Платформе на којима може да се игра |
| --------------------------------- | --------------- | ---------------------------------------- | ----------------------------------- |
| Moorhuhn Kart 1                   | 2002            | Трка                                     | PC, PS1                             |
| Moorhuhn Kart Extra               | 2003            | Трка                                     | PC                                  |
| Moorhuhn – The Pharaoh's Treasure | 2003            | Авантура                                 | PC                                  |
| Moorhuhn Kart 2                   | 2004            | Трка                                     | PC                                  |
| Moorhuhn Pinball Vol. 1           | 2004            | Флипер                                   | PC                                  |
| Moorhuhn – Der Fluch des Goldes   | 2005            | Авантура                                 | PC                                  |
| Moorhuhn Schatzjäger 1            | 2005            | Платформер                               | PC                                  |
| Moorhuhn Mah-Jongg                | 2006            | Маџонг                                   | PC                                  |
| Moorhuhn Soccer                   | 2006            | Спорт                                    | PC                                  |
| Moorhuhn Schatzjäger 2            | 2006            | Платформер                               | PC                                  |
| Moorhuhn Kart 3                   | 2007            | Трка                                     | PC                                  |
| Moorhuhn – Juwel der Finsternis   | 2007            | Лавиринт                                 | PC                                  |
| Moorhuhn DS                       | 2007            | Разно                                    | NDS                                 |
| Moorhuhn Schatzjäger 3            | 2007            | Платформер                               | PC                                  |
| Moorhuhn – Juwel der Finsternis   | 2008            | Лавиринт                                 | NDS                                 |
| Moorhuhn Fun Kart – 2008          | 2008            | Трка                                     | PS2                                 |
| Moorhuhn Star Karts               | 2008            | Трка                                     | NDS                                 |
| Moorhuhn Kart Thunder             | 2008            | Трка                                     | PC                                  |
| Moorhuhn – The Pharaoh's Treasure | 2008            | Авантура                                 | NDS                                 |
| Moorhuhn Atlantis                 | 2008            | Платформер                               | PC, NDS                             |
| Moorhuhn – Das verbotene Schloss  | 2009            | Платформер                               | Wii                                 |
| Moorhuhn – Das verbotene Schloss  | 2010            | Платформер                               | PC                                  |
| Moorhuhn Jahrmarkt-Party          | 2010            | Разно                                    | Wii, NDS                            |
| Moorhuhn Quest                    | 2010            | Разно                                    | iOS                                 |
| Moorhuhn Combat                   | 2011            | Игра која се игра преко Веб - прегледача | Веб - прегледач                     |
| Moorhuhn – Der Schatz des Pharao  | 2012            | Загонетка                                | Веб - прегледач                     |
| Tiger & Chicken                   | 2013            | Акциона - RPG                            | PC, iPad                            |
| Moorhuhn – Der Schatz des Pharao  | 2014            | Загонетка                                | Веб - прегледач                     |
| Moorhuhn schlägt zurück           | 2016            | Стратегија                               | PC, iOS, Android                    |
| Moorhuhn Knights & Castles        | 2018            | Стратегија                               | Nintendo Switch                     |
| Moorhuhn UnfairPlay               | 2018            | Друштвена игра                           | Веб - прегледач                     |
| Moorhuhn Kart                     | 2019            | Трка                                     | iOS, Android                        |
| Moorhuhn Kart                     | 2020            | Трка                                     | PC, MacOS                           |
| Moorhuhn Kart 2                   | 2021            | Трка                                     | Nintendo Switch                     |